# Сподне Йелене
Сподне Йелене (на словенски: Spodnje Jelenje) е село в Словения, регион Средна Словения, община Лития. Според Националната статистическа служба на Република Словения през 2015 г. селото има 33 жители.